# Deyna Cup
Deyna Cup – miniturniej piłkarski, który odbył się w 2013 roku. Nazwa turnieju upamiętniła polskiego piłkarza – Kazimierza Deynę. Początkowo planowano powtarzać rozgrywki każdego roku, jednak w 2014 przeszkodziły temu Mistrzostwa Świata, a w 2015 nie znaleziono sponsora.

## Zasady
W turnieju wzięły udział 4 drużyny, każda z nich rozegrała 2 mecze, a sam turniej trwał 2 dni. Pierwszego dnia wylosowane wcześniej drużyny rozegrały ze sobą mecze półfinałowe, natomiast dnia drugiego odbyły się mecze o 3. miejsce oraz finał.

## Historia
Podczas trwania pierwszej edycji, przed meczem Legia – Partizan oficjalnie pożegnano Aleksandara Vukovicia, byłego zawodnika obu klubów. Do pierwszej edycji zaproszono Fluminense FC, co było skutkiem współpracy na poziomie Legia–Fluminense. Do kompletu brakowało jednej drużyny. Zaproszenie przyjęła Austria Wiedeń. Pierwszą edycję wygrał gospodarz Legia Warszawa.

## Deyna Cup 2013
Wyniki 1. edycji Deyna Cup, który odbył się w dniach 6 - 7 lipca 2013 na Pepsi Arenie w Warszawie.

### Półfinały
| 6 lipca 2013, 15:00 | Austria Wiedeń | 0 – 10 – 0 | Fluminense FC · 62' Peterson | Pepsi Arena Widzów: 3 000 Sędzia: Paweł Pskit |
|                     |                |            |                              |                                               |

| 6 lipca 2013, 18:00 | Legia Warszawa · Saganowski 45' · Kucharczyk 78' | 2 – 11 – 0 | FK Partizan · 80' Siepović | Pepsi Arena Widzów: 12 000 Sędzia: Marcin Borski |
|                     |                                                  |            |                            |                                                  |

### Mecz o 3. miejsce
| 7 lipca 2013, 13:00 | Austria Wiedeń · Grünwald 80' (k.) · Hosiner 90' | 2 – 10 – 0 | FK Partizan · 64' Siepović | Pepsi Arena Widzów: 3 000 Sędzia: Paweł Raczkowski |
|                     |                                                  |            |                            |                                                    |

### Finał
| 7 lipca 2013, 16:00 | Legia Warszawa · Bravo 6' · Gol 77' | 2 – 01 – 0 | Fluminense FC | Pepsi Arena Widzów: 12 000 Sędzia: Szymon Marciniak |
|                     |                                     |            |               |                                                     |

### Strzelcy turnieju
| Pozycja | Piłkarz            | Drużyna        | Gole |
| ------- | ------------------ | -------------- | ---- |
| 1.      | Marko Siepović     | FK Partizan    | 2    |
| 2.      | Janusz Gol         | Legia Warszawa | 1    |
| 2.      | Marek Saganowski   | Legia Warszawa | 1    |
| 2.      | Michał Kucharczyk  | Legia Warszawa | 1    |
| 2.      | Raúl Bravo         | Legia Warszawa | 1    |
| 2.      | Peterson           | Fluminense FC  | 1    |
| 2.      | Alexander Grünwald | Austria Wiedeń | 1    |
| 2.      | Philipp Hosiner    | Austria Wiedeń | 1    |

## Zwycięzcy
| 2013 | Polska | Legia Warszawa |

## Kluby, które brały udział w Deyna Cup
| Legia Warszawa | 2013 |
| Fluminense FC  | 2013 |
| Austria Wiedeń | 2013 |
| FK Partizan    | 2013 |